# Thermotomaculales
Thermotomaculales es un orden de bacterias gramnegativas de la clase Holophagae. Fue descrito en el año 2018. Contiene una sola familia (Thermotomaculaceae), un género (Thermotomaculum) y una especie: Thermotomaculum hydrothermale. Fue descrita en el año 2017. Su etimología hace referencia a termófilo con forma de salchicha. El nombre de la especie hace referencia a fuente hidrotermal. Es anaerobia, inmóvil y termófila. Tiene un tamaño de 0,3-0,6 μm de ancho por 2-6,8 μm de largo. Temperatura de crecimiento entre 37-60 °C, óptima de 55 °C. Tiene un contenido de G+C de 51,6%. Se ha aislado de una fuente hidrotermal submarina en el sur de Okinawa, Japón.

## Taxonomía
Se compone de una familia (Thermotomaculaceae), un género (Thermotomaculum) y una especie:
- Thermotomaculum hydrothermale